# Gymnelia odyneroides
Gymnelia odyneroides är en fjärilsart som beskrevs av Walker 1856. Gymnelia odyneroides ingår i släktet Gymnelia och familjen björnspinnare. Inga underarter finns listade i Catalogue of Life.